# 巴西硬絲鯰
巴西硬絲鯰，為輻鰭魚綱鯰形目毛鼻鯰科的其中一種。分布於南美洲巴西南里約格朗德地區的淡水區域，體長可達8公分。